# Max Ackermann
Pour les articles homonymes, voir Ackermann.

Max Ackermann (né le 5 octobre 1887 à Berlin et mort le 14 novembre 1975  à Unterlengenhardt en Forêt-Noire) était un peintre abstrait allemand ; il était l'élève de Adolf Hölzel.
Après des études d'art à Weimar, Dresde, Munich et Stuttgart, Max Ackermann a participé à la Première Guerre mondiale pendant laquelle il est blessé. Après la guerre, il s'installe à Stuttgart. Dans les années 1920, son intérêt pour l'art moderne l'amène à participer à plusieurs expositions, notamment en 1928 à la galerie "Kunsthaus Schaller" à Stuttgart en collaboration avec Wassily Kandinsky et George Grosz. Attiré pendant un temps par le vérisme et le socialisme critique, sa sympathie politique l'a finalement ramené vers le communisme.
À partir des années 1930, Max Ackermann a développé un intérêt croissant pour la peinture abstraite et le constructivisme (la "peinture absolue"), jusqu'à ce que cette forme d'art, qualifiée d'art dégénéré, soit interdite par les Nazis en 1936. Ses peintures ont d'ailleurs été éliminées de la galerie d'État Württembergischen. Pourtant, il est parvenu à vendre quelques tableaux, mais en 1943 un bombardement a détruit son studio et beaucoup de ses œuvres ont alors disparu.
Après la Seconde Guerre mondiale, Max Ackermann a présenté ses tableaux au premier Salon des réalités nouvelles à Paris en 1946 puis à travers l'Allemagne dans différentes expositions. Il a également participé en 1952 à une conférence sur la peinture et la musique, cette dernière ayant en effet grandement influencée son travail.

## Travaux
- "Deutschland", 1927 - (95 × 62,3)
- "Gegenstandslose Komposition", 1930 - (155 × 111)
- "Konkretes", 1932 - (100 × 109)
- "Überbrückte Kontinente", 1954 - (120 × 50)
- "Ohne Titel (Bajamar)", 1957 - (50 × 65)
- "Komposition", 3.11.1962 - (185 × 130)
- "Der Feuerball", 1951 - (205 × 80)

## Distinctions
- Croix d'officier de l'ordre du Mérite